# Hülya Şenyurt
Hülya Şenyurt (Ordu, 10 novembre 1973) è un'ex judoka turca.

## Carriera
Vincendo la medaglia di bronzo ai Giochi olimpici di Barcellona 1992 divenne la prima atleta turca a vincere una medaglia, oltre che l'atleta più giovane ad arrivare a medaglia.
Tra il 1989 ed il 1992 successe nelle competizioni europee e balcaniche juniores conquistando alcuni titoli.

## Palmarès
| Anno | Manifestazione | Sede       | Evento | Risultato | Note |
| ---- | -------------- | ---------- | ------ | --------- | ---- |
| 1992 | Olimpiadi      | Barcellona | 48kg   | Bronzo    |      |